# Sass Henno
Sass Henno (Tartu, Észtország, 1982. szeptember 13. –) észt író.

## Élete
1989-2001 között a tartui Miina Härma Gimnáziumban tanult. Az elitiskolában töltött évek emléke megjelenik Mina olin siin (Itt jártam) című önéletrajzi ihletésű regényében. 2001-2003 között a Tartui Művészeti Főiskola számítógépes grafika-reklám szakos hallgatója volt, a rákövetkező két évben a Tallinni Egyetemen tanult film- és videorendezést. 2007-től a Balti Film- és Médiaakadémián folytatott magisteri tanulmányokat.
2005 márciusában minden idők legfiatalabb szerzőjeként megnyerte az észt regényversenyt és az ezzel járó 50 000 koronás (kb. 900 000 Ft) pénzdíjat Mina olin siin. Esimene arest című művével. A regény alapján készült nagyjátékfilm 2008-ban került bemutatásra.
Henno asszisztensként és rendezőként dolgozott az Észt Televízióban. 2005. szeptember 14. óta az Észt Írószövetség tagja.

## Művei
- Elu algab täna (Az élet ma kezdődik; elektronikus könyv, interneten megjelent 2003-ban)
- Mereröövlimäng (Kalózjáték; Troll 2005)
- Elu algab täna (Az élet ma kezdődik; Eesti Päevaleht 2006)
- Südameasjad (Szívügyek; rövidfilm, Allfilm 2007)

## Magyarul
- Itt jártam. Az első letartóztatás; ford. Rácz Nóra, ill. Madarász Gergely; Silenos, Bp., 2010 (Pánik könyvek)